# Droma
La Droma (Droma en occità, Drôme en francès) és un departament occità de França, situat a la regió d'Alvèrnia-Roine-Alps. La capital és Valença. Li dona nom el riu homònim. Limita amb els departaments d'Ardecha, Isera, Valclusa, Alts Alps i Alps d'Alta Provença.

## Cultura
El territori del departament es divideix en dues àrees lingüístiques:
- L'occità cobreix gairebé tot el departament.
  - L'occità parlat al departament pertany a la varietat vivaroalpina, que s'estén al Vivarès, Sinjau i Sant Bonet (Saint-Bonnet-le-Château) a l'oest fins als Alps italians a l'est, passant per la Droma. El vivaroalpí alhora es divideix en dos sots-dialectes: 
    - El vivaro-delfinès, que cobreix gairebé tota la Droma i el nord del Vivarès (al nord de l'Ardecha) a les regions de Sinjau (Alt Loira) i de Saint-Bonnet-le-Château (Loira).
    - L'alpí, que cobreix els Alpes del Sud (a França i Itàlia) i que frega a l'est de la Droma.

  - L'occità del Sud de la Droma (o provençal de Droma) de transició entre el vivaroalpí i el provençal.
- L'arpità cobreix gairebé la meitat nord de la Droma de Collines. Els parlars occitans (vivaroalpins) de la regió de Rumans d'Isèra (Tornon, Tain-l'Hermitage i Saint-Donat-sur-l'Herbasse) mostren trets de transició vers el francoprovençal, però resten occitans malgrat tot.

## Història
Droma fou un dels vuitanta-tres departaments originals creats durant la Revolució Francesa, el 4 de març de 1790 (en aplicació de la llei del 22 de desembre de 1789). Va ser creat a partir del Baix Delfinat, pertanyent a l'antiga província del Delfinat, i d'una petita part de la Provença.

## Política
Les principals atribucions del Consell Departamental són votar el pressupost del departament i escollir d'entre els seus membres una comissió permanent, formada per un president i diversos vicepresidents, que serà l'executiu del departament. Actualment, la composició política d'aquesta assemblea és la següent: